# Figueiró dos Vinhos (freguesia)
A Freguesia de Figueiró dos Vinhos foi a freguesia-sede do município de Figueiró dos Vinhos, com 41,87 km² de área e 3 428 habitantes (2011). Densidade: 81,9 hab./km².
Foi extinta em 2013, no âmbito de uma reforma administrativa nacional, para, em conjunto com a Freguesia de Bairradas, formar uma nova freguesia denominada União das Freguesias de Figueiró dos Vinhos e Bairradas.
Uma das povoações rurais da freguesia de Figueiró dos Vinhos é a pequena aldeia de Castanheira de Figueiró. Esta pequena aldeia que foi sempre de muito poucos habitantes contribuiu com dois valentes militares que sobreviveram a duras batalhas na Primeira Guerra Mundial.

## População
| População da freguesia de Figueiró dos Vinhos | População da freguesia de Figueiró dos Vinhos | População da freguesia de Figueiró dos Vinhos | População da freguesia de Figueiró dos Vinhos | População da freguesia de Figueiró dos Vinhos | População da freguesia de Figueiró dos Vinhos | População da freguesia de Figueiró dos Vinhos | População da freguesia de Figueiró dos Vinhos | População da freguesia de Figueiró dos Vinhos | População da freguesia de Figueiró dos Vinhos | População da freguesia de Figueiró dos Vinhos | População da freguesia de Figueiró dos Vinhos | População da freguesia de Figueiró dos Vinhos | População da freguesia de Figueiró dos Vinhos | População da freguesia de Figueiró dos Vinhos |
| --------------------------------------------- | --------------------------------------------- | --------------------------------------------- | --------------------------------------------- | --------------------------------------------- | --------------------------------------------- | --------------------------------------------- | --------------------------------------------- | --------------------------------------------- | --------------------------------------------- | --------------------------------------------- | --------------------------------------------- | --------------------------------------------- | --------------------------------------------- | --------------------------------------------- |
| 1864                                          | 1878                                          | 1890                                          | 1900                                          | 1911                                          | 1920                                          | 1930                                          | 1940                                          | 1950                                          | 1960                                          | 1970                                          | 1981                                          | 1991                                          | 2001                                          | 2011                                          |
| 3 085                                         | 3 610                                         | 3 514                                         | 3 789                                         | 4 537                                         | 4 711                                         | 5 113                                         | 5 606                                         | 5 924                                         | 5 781                                         | 4 764                                         | 4 726                                         | 3 799                                         | 3 835                                         | 3 428                                         |

Pela Lei n.º 38/84,  de 31 de Dezembro foram desanexados lugares desta freguesia para constituir a freguesia de Barradas

## Património
- Igreja de São João Baptista (Figueiró dos Vinhos) ou Igreja Paroquial de Figueiró dos Vinhos
- Casa conhecida por "O Casulo"
- Torre da Cadeia Comarcã
- Convento de Nossa Senhora do Carmo dos Carmelitas Descalços, incluindo Igreja e construções
- Casal de São João (Conjunto arquitectónico)